# Centro nazionale sangue
Il Centro Nazionale Sangue (CNS) è un organismo che svolge funzioni di coordinamento e controllo tecnico-scientifico del sistema trasfusionale italiano a livello nazionale.
È stato istituito con il DM del Ministro della Salute del 26 aprile 2007, iniziando il suo mandato il 1º agosto 2007 ed opera presso l’Istituto Superiore di Sanità.
Le materie di pertinenza sono disciplinate dalla Legge 219/2005 (Nuova disciplina delle attività trasfusionali e della produzione nazionale degli emoderivati) e dai successivi decreti di trasposizione delle direttive europee.

## Funzioni
Le funzioni del CNS sono molto complesse e variegate, e vanno dal supporto per la programmazione regionale e nazionale (autosufficienza regionale e nazionale di sangue, emocomponenti ed emoderivati), alle funzioni di vigilanza e controllo (condizioni omogenee e qualitativamente conformi alla normativa europea su tutto il territorio nazionale), alla promozione della formazione e ricerca scientifica (sviluppo della medicina trasfusionale, diffusione delle pratiche di utilizzo appropriato del sangue e dei suoi prodotti, sviluppo di programmi di diagnosi e cura).
Il CNS promuove attività per il buon uso del sangue (Patient blood management) e gestisce il registro nazionale della talassemia e delle altre emoglobinopatie.

### La Consulta tecnica per il sistema trasfusionale
Con il DM 8 agosto 2013 sono stati istituiti il Comitato tecnico sanitario e il Comitato tecnico per la nutrizione e la sanità animale, a cui sono state trasferite le funzioni degli organi collegiali e degli organismi operanti in precedenza presso il Ministero della Salute, tra cui la Consulta tecnica per il sistema trasfusionale. 
La Sezione tecnica per il sistema trasfusionale del Comitato tecnico sanitario ha sostituito le funzioni della precedente Consulta tecnica permanente prevista dalla legge 219/2005. Il decreto del 2018 ha definito che quest'ultima sia composta dal direttore del Centro nazionale sangue, da 8 rappresentanti delle strutture regionali di coordinamento per le attività trasfusionali, da 4 rappresentanti delle associazioni e federazioni dei donatori sangue, da 2 rappresentanti delle associazioni emopatici e politrasfusi e da 2 rappresentanti delle società scientifica di settore.